# Gonospira turgidula
Gonospira turgidula é uma espécie de gastrópode  da família Streptaxidae.
É endémica de Reunião.